# Dichela berendtii
Dichela berendtii es una especie extinta de arácnido del orden Pseudoscorpionida de la familia Cheliferidae.

## Distribución geográfica
Se encontraba en el Ámbar báltico.